# PC-9800シリーズのゲームタイトル一覧
PC-9800シリーズのゲームタイトル一覧（PC-9800シリーズのゲームタイトルいちらん）では、PC-9800シリーズ対応として日本国内で発売したゲームソフトを発売順に列記する。

## 発売ソフトの形態・変遷
NECは1982年10月13日にPC-9800シリーズの第1弾・PC-9801を発売して以来、16ビットパソコンの一時代を築いた。
NECはハード及びソフトウェアのメーカーへ開発機を貸し出したり、『PC-9800シリーズ テクニカル・データブック』（アスキーより発行）で技術情報を開示したり、ときにはユーザからの要望を聞き入れるなど、ユーザに沿った姿勢を見せた。PC-9801の発売から半年以上後の1983年5月には5インチFDDと第1水準漢字ROMを標準搭載したPC-9801Fを発売し、本語MS-DOS Ver2.0発表した。これにより、ビジネス向けのハードとしても注目を集めるようになった。
そして、その2年後の1985年7月発売されたPC-9801VM2にはアナログRGB出力などの特色があり、PC-9800シリーズの前半期における標準的な機種となり、以降「PC-9801VM以降対応」と記載するソフトが多くを占めるようになった。ただし、この時点でサウンドボードはオプション扱いであり、『ザナドゥ』のようにビープ音でBGMを拵えた例もあった。これまで発売されたソフトのうち『森田和郎の将棋』（1985年6月下旬発売）は、当時としては強力な思考ルーチンが話題を呼び、のちに森田将棋としてシリーズ化を果たした。なお、同作のもう一つの目玉としてRS-232Cによる電話回線を用いた通信対戦があるが、通信自由化の2か月後に発売されたばかりだったため、当初は音響カプラが必要だったが、やがてモジュラジャック付きモデムにとってかわられた。また、当時は通話相手との距離が遠いほど10円あたりの通話可能時間が短くなる仕組みがとられていたことに加え、将棋は長丁場になりやすいことから、遠くの相手と通信対戦をすると高額な電話代がかかるという難点があった。
やがて、PC-8800シリーズをはじめとする8ビットパソコンの衰退に伴い、PC-9801シリーズは16ビットパソコンの主役となり、年間発売タイトル数もPC-8800シリーズを超えていた。作家の森瀬繚によると、1988年ごろからPC-9801シリーズのソフトが急増し、1991年の時点では年間300本を超えるタイトルが発売されてきたといい、その3分の1がアダルトゲームだったという。森はこの時点でフェアリーテールやエルフといったジャンルをけん引するブランドが出そろっており、『パソコンパラダイス』をはじめとする専門誌の創刊が相次いだことを根拠に、アダルトゲームの市場が形成されたと分析している。
盛り上がりを見せた矢先の1991年6月、一人の中学生が『沙織 -美少女達の館-』（フェアリーテールX指定）というアダルトゲームを万引きしたことにより、その数か月後にはブランドの管理元であるアイデス、およびアイデスとカクテル・ソフトを共同で運営していたジャストに家宅捜索が入り、ソフトが押収されるなどの事件が起こった。のちに沙織事件と呼ばれたこの事件はアダルトゲーム業界に大きな影響をおよぼし、コンピュータソフトウェア倫理機構が発足するきっかけとなった。
それから少し後の1992年12月に発売された『同級生』（エルフ）は爆発的な売り上げを記録しただけでなく、家庭用ゲーム機を含む他機種にも移植され、ついには恋愛シミュレーションというジャンルを打ち立てた。
他方、NECは1991年にPC-9801CS5/WやPC-98GSなど、Microsoft Windows 3.0がバンドルされたモデルを発売したほか、1993年に発売された後継機種・PC-9821シリーズのハードディスクモデルのほぼすべてには、Windows 3.0およびその改良版であるWindows 3.1がプリインストールされていた。これに伴い、一部の美少女ゲームメーカーはプラットフォームのひとつという扱いでWindows 3.1への対応を始めていた。
その後、Microsoft Windows 3.1の普及が進み、1995年にはMicrosoft Windows 95が発売されたことにより、PC-9800シリーズはこれらのDOS/V機に押されてしまい、日本国内のパソコン向けソフトメーカーは選択を迫られていたであろうと、ライターの梅本ゆきたかは4Gamer.netの記事の中で推測している。その後は、企業や一部ゲームマニアからの支持を受けていた。
1996年時点で発売されたPC-98向けアダルトゲームは200本前後とされており、このうち、Leafから発売された成人向けビジュアルノベル『雫』（1996年1月26日発売）は、「病み」や「毒電波」を題材としており、パソコン通信のBBSを中心に話題となった。また、次回作である『痕』（1996年7月発売）は「田舎町を舞台とした伝奇ホラー」というわかりやすい題材から、爆発的な人気を得、そこから『雫』をプレイした人もいたと森はファミ通に寄せた記事の中で分析している。この人気によりファン土壌が形成され、Leaf自身も公式BBSを立ち上げるなど、コミュニティ活動を促進していた。
そして、2003年9月30日、NECはPC-9800シリーズの受注生産を終了した。
これまでに発売されたソフトの一部は、プロジェクトEGGなどのダウンロードサービスで配信されるようになった。

## 1985年
- 6月下旬 森田和郎の将棋[3]

## 1986年
- 4月30日 三國志（光栄）

## 1989年
- 狂嵐の銀河 シュヴァルツシルト（工画堂スタジオ）
- 天下統一（システムソフト）
- 7月15日 Rance -光をもとめて-（アリスソフト）[12]
- 9月 アンジェラス 〜悪魔の福音〜（エニックス）

## 1990年
- 3月23日 三國志II（光栄）
- 9月14日 はっちゃけあやよさんIIいけないホリディ（ハード）[13]
- 12月 SAP 特殊行動警察 FILE:M661-51（グレイト）[14]
- 12月 CAL（バーディーソフト）

## 1991年
- 2月8日 SUPER バトルスキンパニック（ガイナックス）
- 3月 Thanatos -サナトス-（バーディーソフト）
- 3月 ロードモナーク（日本ファルコム）
- 4月 CAL II（バーディーソフト）
- 4月 今どき純情物語（グレイト）
- 5月24日[15] プリンセスメーカー（ガイナックス）
- 6月[16]ELLE（エルフ）
- 6月[17] 学園都市Z（ストライカー）
- 6月15日 クリスタルチェイサー〜天空の魔晶球〜（ウルフ・チーム）
- 7月 電脳学園IV エイプハンターJ（ガイナックス）
- 7月 PRESENT -プレゼント-（オレンジハウス）
- 7月 ルーンワース3 神聖紀光臨（T&E SOFT）
- 7月12日 ナイキ（カクテルソフト）[18][19]
- 11月[20] 新撰組 〜幕末幻視行〜（日本テレネット）

## 1992年
- 1月18日 幻影都市（マイクロキャビン）
- 2月5日 三國志III（光栄）
- 6月25日[15] 卒業 〜Graduation〜（ジャパンホームビデオ）
- 12月17日[15] 同級生（エルフ）

## 1993年
- マジクリメント（コスモスコンピューター）
- 4月23日 サークIII（マイクロキャビン）
- 9月15日 あゆみちゃん物語（アリスソフト）
- 10月 ルナティックドーン（アートディンク）
- 12月11日 Rance IV -教団の遺産-（アリスソフト）[21]

## 1994年
- 1月18日 パワードール（工画堂スタジオ）
- 2月13日 三國志IV（光栄）
- 4月8日 けっこう仮面 おしおきパラダイスの巻（アイデス）[22]
- 7月22日 DESIRE 背徳の螺旋（シーズウェア）
- 9月28日 横浜エレジィ（カクテル・ソフト）
- 9月30日 愛姉妹 二人の果実（シルキーズ）
- 11月 VG II -姫神舞闘譚- 〜THE BOUT OF CABALISTIC GODDESS〜（戯画）
- 12月2日 輝け!キラキラ戦士リスキージュエル（ナツメ）

## 1995年
- 幻世快盗伝（コンパイル）
- リバイバルザナドゥII（日本ファルコム）
- 2月24日 鉄甲旗艦アトラゴン（ムービック）
- 6月 東京トワイライト・バスターズ（日本テレネット）
- 8月14日 けっこう仮面2 おしおき伝説の巻（アイデス）
- 12月7日 Ace of Spades（ラブ・ガン）
- 12月15日 三國志V（光栄）

## 1996年
- 提督の決断III（光栄）
- 東方靈異伝 〜 Highly Responsive to Prayers. - 同人作品[23]
- 1月26日 雫（Leaf）[9]
- 2月15日 デビルフォースII 〜奪われた秘宝〜（コンパイル）
- 3月15日 ウェディングピーチ（ケイエスエス）
- 7月26日 Piaキャロットへようこそ!![6]
- 7月26日 痕[9]
- 8月30日 ビ・ヨンド 〜黒大将に見られてる〜（シルキーズ）[24]

## 1997年
- 7月18日 シュヴァルツシルトGX 錆びた蒼星 - PC9800シリーズにおいては最後とされる一般向け商業作品[25]

## 1998年
- 4月17日 ラブ・エスカレーター - PC9800シリーズにおいては最後とされる商業作品[25]